# Ardis Publishing
Ardis Publishing — американское частное издательство, специализировавшееся на издании русской литературы на языке оригинала и в английском переводе. Наряду с издательствами «Посев», «ИМКА-Пресс» и «Издательством имени Чехова», «Ардис» в период холодной войны являлся крупнейшим зарубежным издательством, публиковавшим художественную литературу на русском языке.
Эмблемой издательства в этот период был дилижанс с гравюры Владимира Фаворского, иллюстрирующий пушкинскую фразу: «Переводчики — почтовые лошади просвещения».

## История
В 1969 году американские слависты Карл Проффер и его жена Эллендея отправились в Москву, имея при себе рекомендательное письмо к Надежде Мандельштам, введшей их в московские литературные круги, а также познакомившей с жившим в Ленинграде Иосифом Бродским. Два эти знакомства открыли Профферам двери в советский литературный андеграунд и позволили собрать как неопубликованные произведения современных авторов, так и редкие издания русской литературы начала XX века, не издававшейся в советский период. Так как подобные произведения не могли быть опубликованы в СССР, Профферы решают создать собственное издательство, что и было сделано весной 1971 года в городе Анн-Арбор, штат Мичиган. Название «Ардис» взято из романа Владимира Набокова «Ада», где является названием поместья, в котором завязываются любовные отношения главных героев. В Ардисе, расположенном в Америке, живёт семья, говорящая по-русски и по-английски и сочетающая в себе традиции и нравы российской и американской интеллигенции. Исследователи творчества Набокова считают слово «Ардис» частичной анаграммой английского слова «Paradise» (Эдем), с которым поместье неоднократно сравнивается. В тексте романа название также трактуется как «страсть» или «наконечник стрелы» по-гречески.
Создание «Ардиса» преследовало две цели: первая — опубликовать «потерянную библиотеку» двадцатого века русской литературы, то есть произведения, не публиковавшиеся в СССР по цензурным соображениям (Владимир Войнович, Василий Аксёнов, Лев Копелев и др.), а также не переиздававшиеся десятилетиями из-за политической и литературной конъюнктуры (Осип Мандельштам, Марина Цветаева, Андрей Платонов и др.); вторая цель — познакомить Запад с переводами современных писателей, работающих в Советском Союзе. Рукописи и книги, привезённые из этой поездки, явились материалом для издательской деятельности Профферов в первые годы работы издательства.
Типичный тираж книг «Ардиса» в этот период составлял тысячу экземпляров. Примерно треть его отсылалась Профферами почтой в библиотеки СССР, где, как правило, попадала в спецхраны. Некоторые из этих экземпляров изымались КГБ, некоторые впоследствии выплывали на чёрном рынке. Остальной тираж продавался на Западе. Позже книги стали издаваться тиражом в 8000 экземпляров (3000 в твёрдой обложке и 5000 — в мягкой). Штат издательства составлял шесть человек, которые занимались редактированием, дизайном и набором. Печать осуществлялась внешними типографиями.

Логотип издательства в период 1971—2002 работы В. Фаворского.

Книги издательства «Ардис» на русском языке проникали на территорию СССР различными путями, а затем, в большинстве своём, тиражировались самиздатом.
Профессор Мичиганского университета Карл Проффер умер в 1984 году от рака в возрасте 46 лет. После его смерти деятельность издательства не прекратилась. Под руководством вдовы издателя продолжали выходить новые книги на русском языке и переводы, а также были закончены издания собраний сочинений Булгакова, Набокова и Аксёнова. B 1989 году Эллендея Проффер получила премию Мак-Артура за свою работу как «автор, переводчик, директор и один из создателей издательства „Ардис“, которое способствовало поддержке русской литературы».

В эпоху послеперестроечного книжного бума «Ардис» быстро и несправедливо забыли. А ведь когда-то мы, первые покупатели «ардисовских» книг, были уверены, что в Москве рано или поздно поставят памятник основателям издательства — Эллендее Проффер и её, увы, покойному мужу Карлу. — Александр Генис
В 2002 году большая часть англоязычного каталога издательства, а также английское название «Ardis Publishers» были проданы Эллендеей Проффер независимому нью-йоркскому издательству «Overlook Press», в составе которого «Ардис» специализируется на издании английских переводов русской литературы. На сегодняшний момент переиздано более 20 оригинальных наименований из его англоязычного каталога. Книги на русском языке с 2002 года «Ардисом» не издаются.

## Издательская деятельность
Первыми изданными на русском языке книгами стали окончательный вариант текста 1935 года пьесы «Зойкина квартира» Михаила Булгакова и фото-репринт сборника стихотворений Осипа Мандельштама «Камень» (1913), полученного Профферами в Москве у вдовы поэта. Первой книгой по-английски — «Котик Летаев» Андрея Белого.
С осени 1971 стал выходить журнал «Триквартальник русской литературы» (Russian Literature Triquarterly). Этот литературный журнал издавался до 1991 года; было напечатано 24 выпуска, сыгравших большую роль в распространении русской литературы в США. Тематические выпуски были посвящены творчеству отдельных авторов, Золотому и Серебряному векам русской поэзии, футуризму, женскому творчеству, русской литературе в изгнании и др.
«Ардисом» были впервые изданы по-русски многие англоязычные романы Владимира Набокова, переизданы не переиздававшиеся с довоенных времён все русскоязычные произведения, а также его переписка, стихотворения и критические работы. В 1987 году издательство приступило к выпуску первого полного собрания сочинений писателя на русском языке в пятнадцати томах, включающего прозу, поэзию и драматические произведения.
Ардисом также было впервые издано полное собрание сочинений Михаила Булгакова.
В «Ардисе» впервые были опубликованы следующие произведения (выборочный список):
- «Хранить вечно» Льва Копелева (1975),
- «Школа для дураков» Саши Соколова (1976),
- «Пушкинский дом» Андрея Битова (1978),
- «Сандро из Чегема» Фазиля Искандера (1979),
- «Остров Крым» Василия Аксёнова (1981),
- «Москва 2042» Владимира Войновича (1986),
- С 1977 года все русские стихи Иосифа Бродского публиковались в «Ардисе».

Среди авторов «Ардиса» Ю. Алешковский, Л. Белозерская-Булгакова, П. Вайль, А. Генис, А. Гладилин, С. Довлатов, Ю. Кублановский, С. Липкин, И. Лиснянская, Э. Лимонов, Ю. Милославский, В. Некрасов, Б. Окуджава, Л. Петрушевская, Е. Попов, В. Соснора, Ю. Трифонов, Т. Толстая, А. Цветков, Б. Чичибабин, В. Уфлянд, С. Юрьенен и другие.
Наряду с современной литературой СССР и эмиграции третьей волны «Ардис» издавал репринты изданий двадцатых и тридцатых годов: стихи А. Ахматовой, З. Гиппиус, В. Хлебникова, М. Цветаевой, O. Мандельштама, С. Парнок, прозу В. Ходасевича, Б. Пильняка, А. Соболя, А. Платонова, И. Бабеля, Н. Эрдмана, литературоведческие и языковедческие исследования А. Бема, В. Виноградова, В. Жирмунского, Б. Эйхенбаума и др.
Кроме авторских сборников в «Ардисе» выходили литературные альманахи «Глагол» (1977—1981), «Метрополь» (1979) и «Каталог» (1982).
На английском языке «Ардисом» были опубликованы произведения русских писателей от А. Пушкина и M. Лермонтова до современных писателей. «Ардисом» также были изданы переводы писем Достоевского, проза О. Мандельштама, полный и аннотированный текст «Мастера и Маргариты», литературоведческие статьи о русской литературе.

## Отношения с советскими властями
В отличие от других зарубежных русскоязычных издательств, «Ардис» не преследовал никаких политических целей и, несмотря на то, что им публиковались произведения, не одобряемые советскими властями как по политическим мотивам, так и в связи с затрагиваемой в них тематикой (свобода, индивидуализм, секс), супругам Проффер было позволено ежегодно посещать СССР и участвовать вплоть до 1979 года в Московских международных книжных ярмарках.
Отношения с советскими властями стали портиться после публикации мемуаров Льва Копелева в 1975 году. А в 1979 году, когда «Ардисом» был опубликован тайно вывезенный из СССР неподцензурный самиздатовский альманах «Метрополь», Профферы стали «невъездными» в Советский Союз. В этот период рукописи из-за «железного занавеса» поступали в основном в виде микрофильмов, нелегально переправляемых журналистами и дипломатическими работниками.
Такая ситуация продолжалась до 1987 года, когда «Ардис» был вновь допущен в СССР под давлением американских участников книжной ярмарки, заявивших, что бойкотируют её, если Эллендее Проффер не будет выдана въездная виза. Но и в этом году отношения с властями нельзя было назвать нормальными. Эллендея Проффер была обвинена в краже документов из литературного архива, в издании книг без разрешения авторов, а на самой ярмарке было конфисковано около двух десятков книг «Ардиса». Деятельность издательства, публикующего произведения, не издающиеся в СССР, бурно критиковалась советской прессой.

## Оценки
Сам факт существования издательства, публиковавшего запрещенные в СССР книги, сыграл немалую роль для русской литературы периода холодной войны.
На вечере, посвящённом памяти Проффера, Бродский говорил:

Сделанное Проффером для русской литературы сравнимо с изобретением Гуттенберга, ибо он вернул ей печатный станок. Публикуя по-русски и по-английски сочинения, которым не суждено было превратиться в печатные знаки, он спас многих русских писателей и поэтов от забвения, искажения, невроза, отчаяния. Более того, он изменил самый климат нашей литературы. Теперь писатель, чей труд отвергнут или запрещён, стал лично свободнее, потому что он знает, что, в конце концов, может послать своё сочинение в «Ардис».
Сергей Довлатов по случаю смерти Карла Проффера отмечал:

За годы существования издательства «Ардис» Профферы выпустили более 500 книг, и сейчас именно продукция «Ардиса» лежит в основе всех серьёзных справочников, учебников и пособий, которыми пользуются современные американские и западные слависты.

В деятельности «Ардиса» прослеживается единый антологический принцип: книги этого издательства, при всем их разнообразии, последовательно соответствуют общей задаче — воссоздать реальный русский историко-литературный процесс от самых его истоков до наших дней.
Как отмечал Лев Лосев

Маленькое американское частное предприятие ютилось в полуподвале, существовало на занятые-перезанятые деньги. В лучшие времена в нём было трое-четверо постоянных служащих, но издатели, Карл и Эллендея Проффер, и сами — по ночам в основном — набирали, корректировали, паковали и рассылали книги. Вот этот «Ардис» приобрёл среди русской интеллигенции почти мифический статус прибежища свободной русской литературы.

## Архив «Ардиса»
Архив «Ардиса» (1971—2002) был куплен у Эллендеи Проффер в 2002 году Мичиганским университетом и находится в настоящее время в специальной коллекции его библиотеки.
Архив включает в себя материалы, имеющие культурное и историческое значение. Среди них рукописи произведений, впервые опубликованных «Ардисом»; личная переписка Профферов с В. Набоковым и его женой Верой, И. Бродским, В. Аксёновым, С. Довлатовым и другими; собрание микрофильмов, полученных Профферами из СССР; аудио и видеокассеты, грампластинки с поэтическими чтениями, литографии, советские плакаты.
Архив содержит большое количество фотографий, сделанных Профферами как во время поездок в Советский Союз и запечатлевших жизнь и быт страны, а также их советских знакомых и собеседников, так и в США во время встреч с посещавшими издательство авторами и переводчиками. Кроме того, собрание фотографий включает в себя копии фотографий издаваемых «Ардисом» писателей, в большинстве свой использованных впоследствии в книгах. Среди них большая коллекция фотографий М. Булгакова, В. Набокова, Л. Копелева, В. Маяковского, футуристов и соцреалистов. Некоторые оригинальные фотографии А. Ахматовой и Н. Евреинова были получены Профферами у родственников писателей.
В архиве также находятся материалы, связанные с лишением Профферов въездных виз в СССР, включающие в себя официальную переписку Карла Проффера с советскими чиновниками в США и СССР, газетные вырезки, а также личную переписку, посвящённые этой теме. Также архив включает многочисленные вырезки из газет, посвящённые Профферам и деятельности «Ардиса», присвоению им звания «Мичиганцы года» в 1982 году, вырезки о русской культуре и литературе.